# Cadène (voilier)
Pour les articles homonymes, voir Cadène.
Sur un voilier la cadène est une pièce généralement métallique solidaire du pont du navire ou de la coque, sur laquelle sont frappés les câbles tenant le mât : hauban, bas-hauban, galhauban, étai, bas-étai, pataras. La traction exercée sur les cadènes nécessite, lorsque la cadène est posée sur le pont surtout dans le cas des cadènes de hauban, que la cadène soit également solidarisée avec la coque : le renvoi de cadène est une pièce métallique située sous le pont qui reprend l'effort exercé par la cadène et le transmet aux varangues de la coque.
| Cadène sur un Bavaria 35 | Ridoirs de haubans fixés sur des cadènes | Cadènes et renvois de cadènes sur un vieux gréement |